# HC Prešov
Le HC 21 Prešov est un club de hockey sur glace de Prešov en Slovaquie. Il évolue dans l'Extraliga, l'élite slovaque.

## Historique
Le club est fondé en 1928 sous le nom de Snaha Prešov (en slovaque, snaha signifie ambition).  
- 1931 : Slávia Prešov
- 1952 : ČSSZ Prešov
- 1953 : DŠO Tatran Prešov
- 1964 : Tatran Prešov
- 1968 : VTJ Dukla Prešov
- 1970 : ZPA Prešov
- 1970 : Sedlo Aréna
- 1994 : Dragon Prešov
- 1997 : HK VTJ Prešov
- 1998 : HK VTJ Farmakol Prešov
- 2003 : PHK Prešov
- 2005 : HK Lietajúce kone Prešov (en français les Chevaux volants de Prešov)
- 2007 : HC 07 Prešov
- 2014 : PHK 3b Prešov
- 2015 : HC Prešov Penguins
- 2021 : HC 21 Prešov

## Palmarès
- Vainqueur de la 1.liga : 2004.